# Lac Testard
Lac Testard är en sjö i Kanada.   Den ligger i regionen Nord-du-Québec och provinsen Québec, i den östra delen av landet, 600 km norr om huvudstaden Ottawa. Lac Testard ligger 371 meter över havet. Arean är 19,4 kvadratkilometer. Den sträcker sig 6,5 kilometer i nord-sydlig riktning, och 7,0 kilometer i öst-västlig riktning.
Trakten runt Lac Testard är nära nog obefolkad, med mindre än två invånare per kvadratkilometer.